# Grabów nad Pilicą (przystanek kolejowy)
Grabów nad Pilicą – przystanek kolejowy w Grabowie nad Pilicą, w gminie Grabów nad Pilicą, w powiecie kozienickim, w województwie mazowieckim, w Polsce.

## Ruch pasażerski[1]
| Rok  | Wymiana pasażerska na dobę |
| ---- | -------------------------- |
| 2017 | 200-299                    |
| 2018 | 200-299                    |
| 2019 | 200-299                    |
| 2020 | 100-149                    |
| 2021 | 200-299                    |
| 2022 | 200-299                    |
| 2023 | 300-499                    |

## Połączenia
- Warszawa
- Warka
- Radom